# Térkép

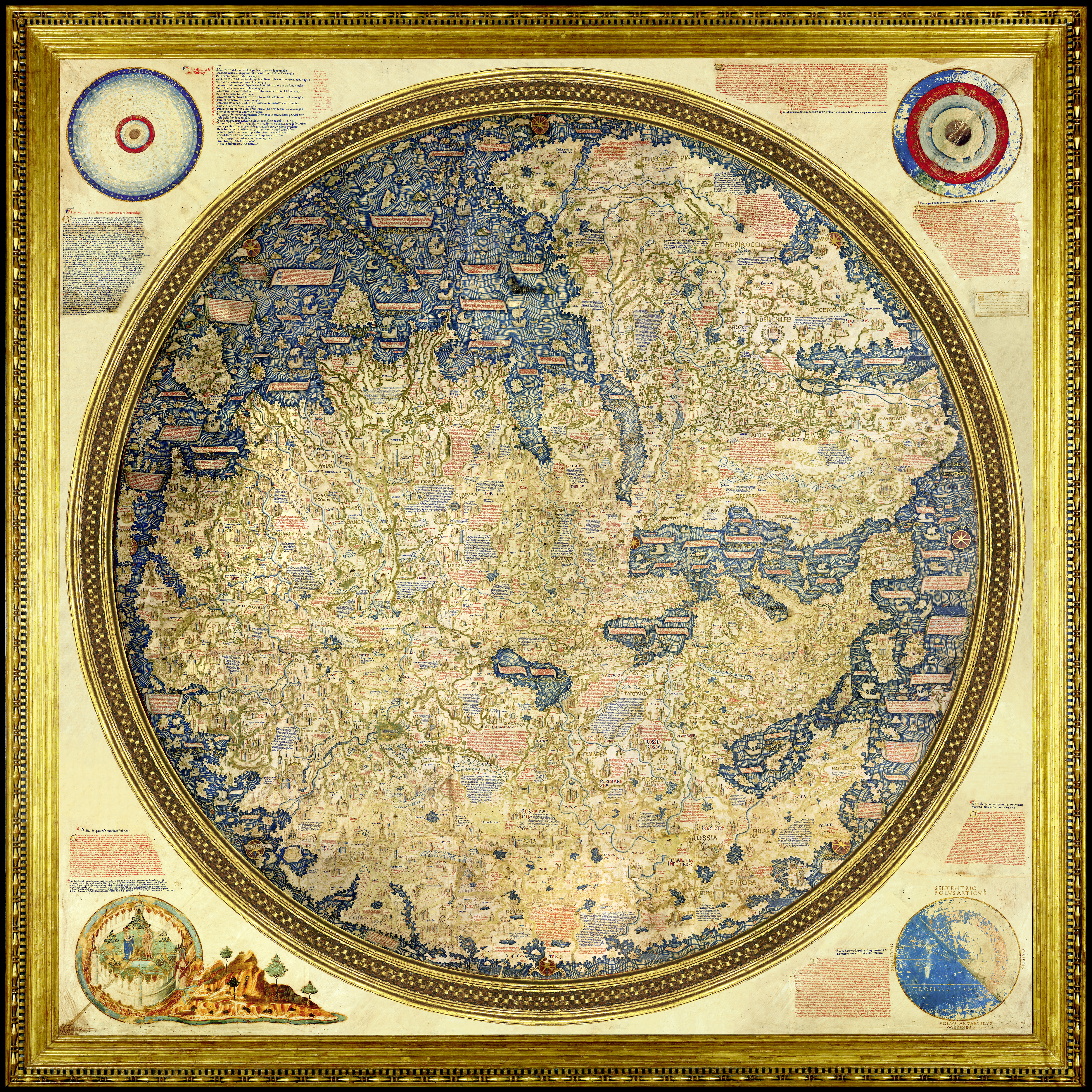
A Muranóban élt Fra Mauro kamalduli szerzetes, kör alakú és déli tájolású világtérképe (1450)

1502-ben meghatározott határvonal, a VI. Sándor pápa által kiadott Inter caetera divini bulla áldásával létrejött tordesillasi szerződés jelölte ki a spanyol és portugál hódítások határait. A térkép egy ismeretlen portugál térképész műve, amely első vevőjéről kapta a Cantino nevet, aki egy Portugáliában tevékenykedő olasz kém volt

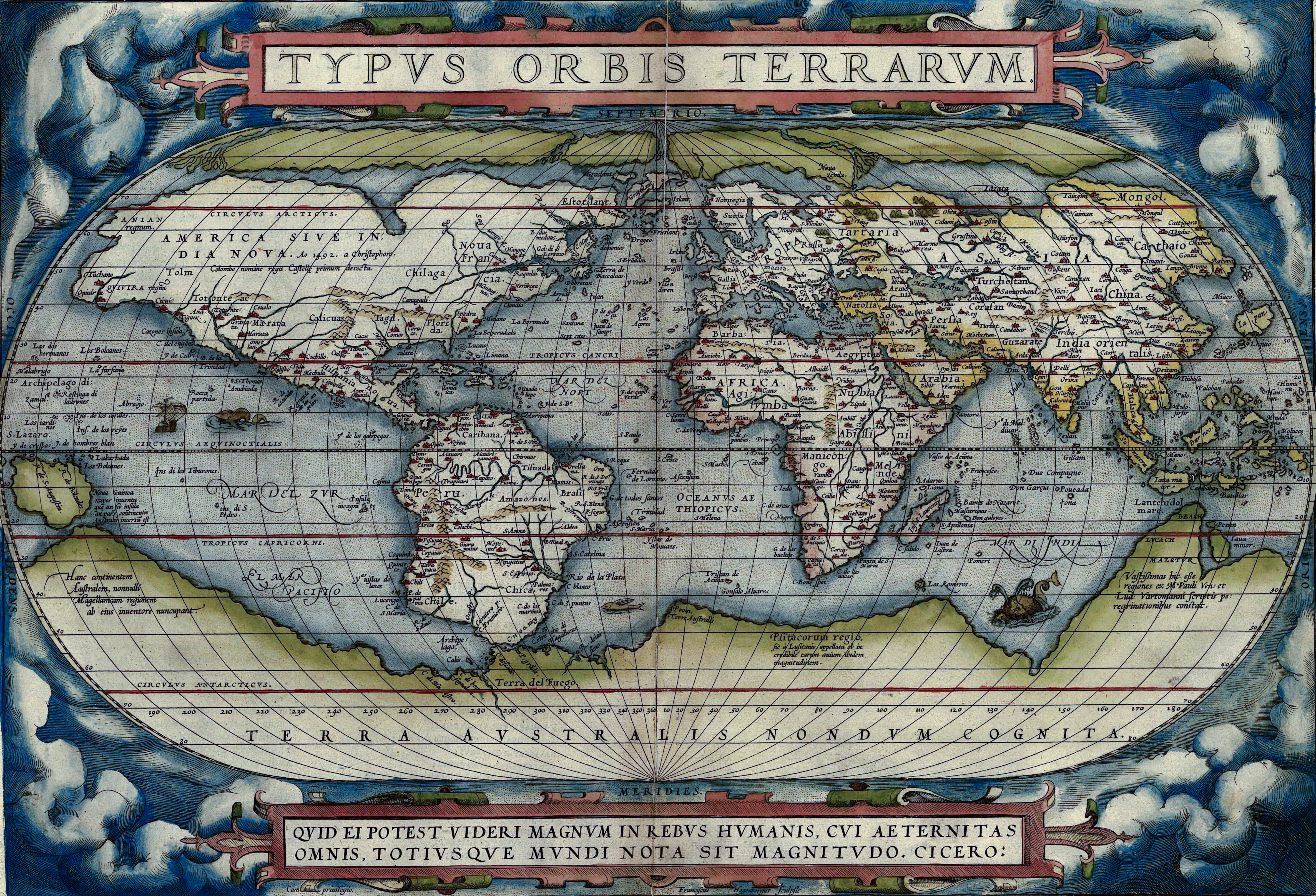
Abraham Ortelius 1570-ben kiadott "Theatrum orbis terrarum" című 70 térképből álló világatlasza, amelynek 1612-ig 41 kiadása jelent meg

A térkép hagyományos definíció szerint a Föld  vagy más égitest felszínének, vagy a felszínre vonatkoztatott természeti és társadalmi típusú tárgyaknak és jelenségeknek meghatározott matematikai szabályok vagy mértani törvények szerint síkba vetített, méretarányosan kisebbített, általánosított, és sajátos grafikai jelrendszerrel bemutatott felülnézeti ábrázolása.
Modernebb megközelítésben nevezhetjük inkább térbeli vonatkozások mértékhez kötött és rendezett modelljének.
Más megfogalmazásban, szűkebben a Földre értelmezve: a térkép a földfelszínnek, vagy valamely részletének arányosan kisebbített, felülnézetben, tehát alaprajzszerűen készült képe, méghozzá olyan, ami a terepet a valósághoz hűen ábrázolja. (Halász Miklós: Tereptan és térképismeret, 1987)
Térképszerű ábrázolásnak nevezzük a térbeli sajátosságokat nem térképi formában jelölő grafikus ábrázolásmódokat. Ide tartoznak a panorámatérképek, madártávlati és műholdképek, térhatású térképek, metszetek, tömbszelvények, perspektívák stb.
A térképek készítésének elméletével és gyakorlatával a térképészet vagy más néven kartográfia foglalkozik.

## Részei
A térképek sok különböző részből tevődnek össze.
- Térképlap

A térkép teljes területe.
- Térképtükör

A térkép térképrajzzal, illetve nem térképes részeivel (jelmagyarázattal, egyéb szöveges információkkal) fedett része.
- Kivágat

A térképtükörnek a ténylegesen térképrajzzal kitöltött része(i).
- Térképkeret

A térképtükör határvonala, amely egy, kettő vagy több vonalból is állhat. Több vonal esetén a külső és belső keretvonal közötti rész a keretmező, amely tartalmazhatja például a keresőhálózat és a fokhálózat megírásait, illetve egyéb információkat (például utak kivezető irányai stb.).
- Cím, szelvényszám
- Méretarány, aránymérték
- Jelmagyarázat

A jelmagyarázat a térképi jelkulcs legfontosabb jeleit és azok rövid magyarázatát tartalmazza a térképolvasás megkönnyítésére. A térképi jeleket szigorú rendben, csoportosítva, meghatározott sorrend szerint mutatja be. A jelmagyarázat tartalma függ a térkép típusától, céljától, a rendelkezésre álló helytől és a célközönség térképismereti fokától.
- Fokhálózat vagy keresőhálózat
- Északjel

A északi irányt jelző nyíl a térkép szélén. A térképek keretvonalai (kifutós tükör esetén a lap szélei) általában egybeesnek a fő világtájak irányával, és a térkép felső széle az északi irány (a térkép „északfejes"). Amennyiben a térkép ehhez képest elforgatva ábrázolja a területet, az északjel nem hagyható el a térképről.
Az északjel a térképeken általában a mágneses északi irányt mutatja, topográfiai szelvényeken a földrajzi (csillagászati) és a mágneses északi irány eltérését (deklináció) is feltüntetik.
- Áttekintőtérkép

A főtérkép méretarányánál kisebb, a célterületet ábrázoló térkép, amely a melléktérképek kivágatának, illetve, szelvényezett térképmű esetén az egyes szelvények kivágatának határvonalait mutatja be.
- Kolofon: a térkép szerkesztésére, kiadására vonatkozó információkat tartalmazó jegyzet a térkép szélén
  - A térkép szerzője, kiadója
  - Az adatgyűjtés lezárásának és/vagy a térkép kiadásának dátuma
  - ISBN szám
  - Szerzői jogok

## Térképtípusok
- Földmérési alaptérkép

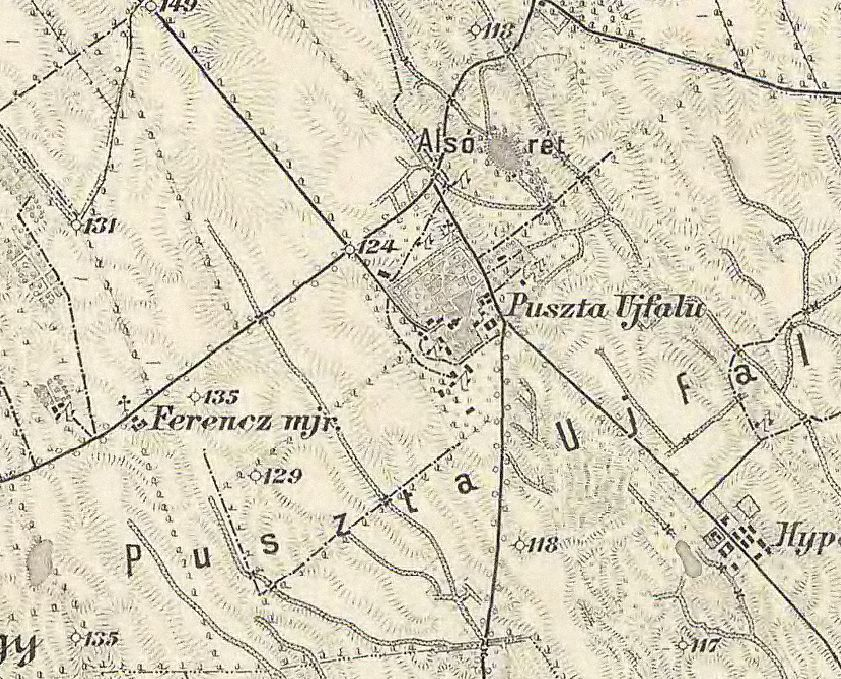
Történelmi térkép: Zichyújfalu község ferencjózsefi térképe a harmadik katonai felméréskor

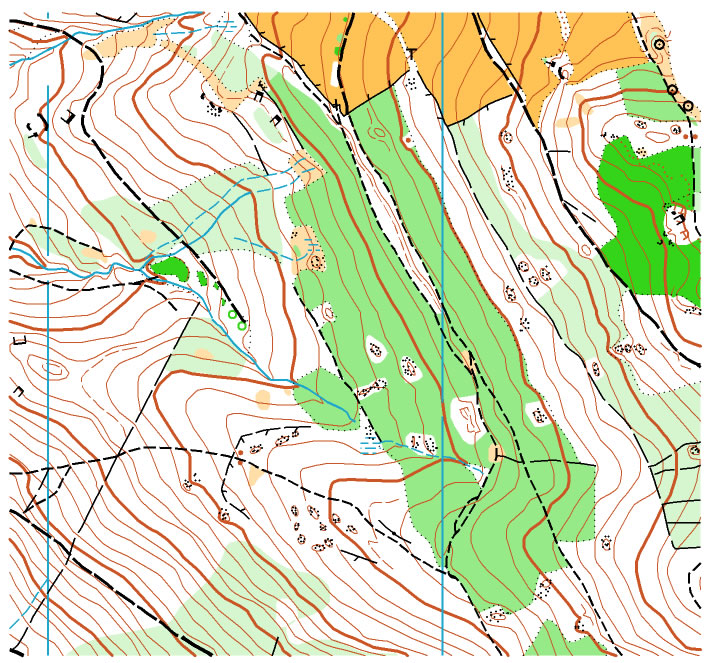
Szintvonalas tájfutó térkép

A földmérési vagy kataszteri térkép az ingatlan-nyilvántartáshoz, ingatlanadózáshoz kapcsolódó természetes és mesterséges tereptárgyakat, valamint országok, települések, földrészletek pontos határvonalait 1:500-1:4000 méretarányban tartalmazó térkép.
- Földtani térkép

A földtani térkép a földfelszín képződményeit, vagy a felszín alatt található geológiai szempontból jelentős, eltemetett képződményeket mutatja be a kartográfia műfaji eszközeivel.
- Topográfiai térkép

Topográfiai vagy fototopográfiai felmérés alapján készített, illetve ilyen módon készült térképből levezetett, sík és domborzatrajzot ábrázoló, legtöbbször tervezési, kutatási, valamint védelmi célokra készített térkép. Méretaránya 1:10 000-től 1:200 000-ig terjed.
- Tájfutótérkép

Olyan közvetlen terepi tájékozódást szolgáló nagy és nagyobb közepes méretarányú térképtípus, amely a terepelemeket sajátos jelkulccsal olyan részletességgel ábrázolja, amely a terepen futósebesség mellett is szembetűnő a versenyző számára. Tipikus méretaránya: 1:15 000.
- Turistatérkép

Olyan közvetlen tájékozódást szolgáló közepes méretarányú térkép, amelyről a különböző módon folytatott (gyalogos, kerékpáros, sítalp) túrázás szempontjából fontos terepi tájékoztató jelzések közvetlenül leolvashatók.
- Vízisport-térkép

Olyan közvetlen tájékozódást szolgáló közepes méretarányú térkép, amely az álló- és folyóvizeket, mint közlekedésre és sportolásra alkalmas közeget felületként ábrázolja, a közlekedést és a sportolást segítő adatok kiemelt feltüntetésével.
- Várostérkép

Olyan nagy- vagy közepes méretarányú közvetlen tájékozódást szolgáló térképek, amelyek a települések belterületi (lakóterületi) részét mutatják be és ábrázolásmódjuk elsősorban a közlekedésre alkalmas közterületek kiemelését, valamint a település életében fontos objektumok feltüntetését célozza meg.
- Autótérkép (autóstérkép)

Olyan közvetlen tájékozódást szolgáló térképtípus, amelynek segítségével két objektum közötti, autóval járható, legrövidebb közút, az útminőség figyelembe vételével leolvasható.
- Általános földrajztudományi térkép

Olyan közepes és kis méretarányú térképek, amelyek egy adott terület mind természeti, mind társadalmi eredetű jellemzőit mutatják be, a méretarány adta lehetőségek legteljesebb kihasználásával. E térképtípusokon a természeti és a társadalmi eredetű részletek egyensúlyban vannak egymással.
- Igazgatási térkép

Olyan közepes vagy kis méretarányú térképek, amelyek a társadalom által létrehozott különböző jellegű igazgatási egységeket, azok határait és szintjeit, valamint a igazgatási funkciókkal ellátott objektumokat ábrázolják.
- Közlekedési térkép

Olyan, bármilyen méretarányú térképek, amelyek a megfelelő közlekedési tematika (út, vasút, tömegközlekedés) jellemzőit ábrázolják valamilyen szempont szerinti bemutatásban. A közlekedési térképek egy olyan összefoglaló térképcsoport, amelyen belül specifikusan válnak el a különböző közlekedési tematikát nagy részletességgel bemutató altípusok.
- Történelmi térkép

Elmúlt korok természetföldrajzi, igazgatási-hatalmi-politikai, gazdasági, közlekedési szerkezetét, migrációit és csapatmozgásait mutatják be. Minden olyan térkép történelmi térkép, amelynek vonatkozási ideje letűnt korra vagy időpontra vonatkozik, de térképi megjelenítése a modern kartográfiai ábrázolásmóddal történik. A történelmi térképek egy része kartográfiai értelemben besorolható valamelyik tömegtérkép térképtípusba.
- Csillagtérkép

Az égbolton látható csillagokat és egyéb objektumokat (csillaghalmazok, galaxisok, ködök, a Tejút stb.) ábrázolják. Fontos jellemzőjük, hogy adott határfényességig ábrázolják ezeket az objektumokat, van koordináta-rendszerük, meghatározott vetületben készülnek, a csillagképeket valamilyen módon ábrázolják vagy nem ábrázolják, az egyes csillagokat és más objektumokat azonosítják (katalógusszámmal, névvel).
- Bolygótérkép

Más égitestek felszínét ábrázoló térkép. Általában földtani, domborzati vagy fotomozaik-térkép tematikákkal készítenek bolygótérképet.
- Izobártérkép

Olyan időjárási térkép, amely adott magasságban a légnyomások térbeli eloszlását mutatja. Ezen az izobárok kötik össze az azonos légnyomással rendelkező pontokat.
- Hadműveleti térkép

A hadműveleti térkép a hadsereg felső vezetése által használt, a saját és ellenséges erőcsoportosításokat, támadó ékeket és védelmi vonalakat ábrázoló térkép. A hadműveleti tervezés eszköze.
- Hajózási térkép

Egy adott folyam- vagy tengerszakaszt bemutató, a hajózás különleges igényeinek megfelelő térkép, amely a hajósok számára a navigáció szempontjából nélkülözhetetlen információkat tartalmaz.
- Gyerektérkép

Kifejezetten gyerekeknek készített, általában rajzolt térkép.